# Корниенко, Иван Михеевич
Ива́н Михе́евич Корние́нко (1917—1948) — участник Великой Отечественной войны, командир эскадрильи 270-го истребительного авиационного полка 203-й истребительной авиационной дивизии 1-го штурмового авиационного корпуса 5-й воздушной армии Степного фронта, капитан. Герой Советского Союза.

## Биография
Родился 8 декабря (21 декабря по новому стилю) 1917 года на хуторе Грязновка ныне Красносулинского района Ростовской области в крестьянской семье. Русский.
Учился в Чернецовской, а затем в Божковской школах, окончил 7 классов.
С 1933 года — учащийся ФЗУ, затем — работал слесарем в депо, был помощником машиниста паровоза в Каменске. Окончил аэроклуб.
В Красной Армии с 1938 года. В 1939 году окончил Борисоглебскую военную авиационную школу пилотов. На фронтах Великой Отечественной войны с декабря 1941 года. Член ВКП(б)/КПСС с 1943 года.
Командир эскадрильи капитан Иван Корниенко к августу 1943 года совершил 225 боевых вылетов, в 77 воздушных боях сбил 14 вражеских самолётов. 15 сентября 1944 года гвардии майор Корниенко был сбит зенитной артиллерией противника. К тому времени он выполнил 418 боевых вылетов. Проведя 118 воздушных боёв, сбил 26 вражеских самолётов лично и 2 в паре. До 17 марта 1945 года находился в плену, затем вернулся в свою часть.
После войны И. М. Корниенко продолжал службу в ВВС СССР. Был инспектором по технике пилотирования на Дальнем Востоке, помогал молодым лётчикам осваивать новую технику.
Погиб под Южно-Сахалинском при испытании реактивного самолета 17 марта 1948 года. Похоронен на военном аэродроме пос. Сокол под.Южно-Сахалинском.
На Аллее Героев, г. Красный Сулин установлен его барельеф.

## Награды
- Указом Президиума Верховного Совета СССР от 2 сентября 1943 года за мужество и героизм, проявленные в борьбе с немецко-фашистскими захватчиками, капитану Корниенко Ивану Михеевичу присвоено звание Героя Советского Союза с вручением ордена Ленина и медали «Золотая Звезда» (№ 1253).
- Награждён орденом Ленина, 3-я орденами Красного Знамени, орденами Александра Невского, Отечественной войны 1-й степени, медалями.

## Память
- В Парке Победы Каменска-Шахтинского Герою установлена мемориальная доска.
- Мемориальная доска в память о Корниенко установлена Российским военно-историческим обществом на здании Божковской средней школы, где он учился.
- На Аллее Героев, г. Красный Сулин установлен его барельеф.